# I Wanna (Marie N-sang)
"I Wanna", også kendt i sin oprindelige udgave som "I Wonna", var den vindende sang i Eurovision Song Contest 2002 sunget på engelsk af Marie N, der repræsenterede Letland. Med denne sejr blev Letland det andet land fra det tidligere Sovjetunionen til at vinde sangkonkurrencen (Estland havde opnået kunststykket året før).
Sangen er især kendt for Marie N's præstationer. Hun begyndte iført en hvid dragt og en trilbyhat, som blev fjernet af en af hendes dansere. Da sangen fortsatte, fjernede andre dansere hendes jakke og hendes mørke skjorte, afslørende toppen af en rød kjole. Dragtens bukser blev derefter fjernet, afslørende den nederste halvdel af den korte kjole. På det sidste taktslag af sangen, blev sømmet trukket, afslørende kjolen der var meget længere. Denne visuelle optræden blev understøttet af en salsaagtig sang, som gjorde fuld brug af de mere up-beat hastigheder, som fandt stigende succes i konkurrencen.
Teksten er forholdsvis enkel, med sangeren fortællende sin kæreste, at hun ønsker at være forskellige ting for ham.
Sangen blev opført som det 23. indslag (efter Sloveniens Sestre med "Samo ljubezen" og det foregående indslag værende Litauens Aivaras med "Happy You"). Ved afslutningen af afstemningen havde sangen opnået 176 points, hvilket gav en førsteplacering i et felt af 24. Sangen var dog en kommerciel fiasko både i Letland og resten af Europa.